# Жирный пёс Мендоза
Жирный пёс Мендоза (англ. Fat Dog Mendoza) — британский детский мультипликационный сериал Скотта Мусгрува (Scott Musgrove) и Cartoon Network о мальчике и собаке, которые пытаются действовать как супергерои. Но это непросто: в жизни всё не так однозначно, как может показаться поначалу...
Мультсериал основан на одноимённых комиксах (также авторства Скотта Мусгрува), выпущенных Dark Horse.

## Сюжет
Жирный пёс по имени Мендоза и мальчик Бадди борются с различными проявлениями зла в вымышленном городе Neighborhood X, но не всегда удачно. Причиной тому могут служить неверно сделанные выводы и не всегда удачно выстроенная стратегия действий, в результате чего часто попадают впросак. Но к концу каждой серии недоразумение разрешается. В результате находится даже более изящное решение проблемы, чем изначально планировалось, либо и вовсе обнаруживается, что проблема не существовала изначально.
Режиссёры весьма вольно подходят к трактовке пространства, поэтому в городе и его окрестностях постоянно оказываются различные реалии, как земные, так и космические, которые на самом деле расположены на значительном удалении друг от друга, а иногда и разнесены во времени.
Герои мультфильма прекрасно себя чувствуют и способны без проблем дышать, двигаться и общаться в экстремальных условиях (в том числе и в безвоздушном пространстве, под водой, в условиях экстремальной жары и/или экстремального холода) без какого-либо дополнительного снаряжения.

## Персонажи

### Главные герои
- Мендоза — говорящий пёс, настолько толстый[11], что имеет форму шара, с четырьмя маленькими ножками-столбиками и огромной, по большей части улыбающейся пастью. Он может громогласно рявкнуть, если злоумышленники проявляют агрессию. Основное изображение жирного пса с загнутым наверх длинным хвостом напоминает символ «@». Хвост использует в качестве руки. Эрудирован, знает множество интересных историй на все случаи жизни, умеет петь и танцевать. Иноходец.
- Бадди — 10-летний мальчик в зеленовато-жёлтом костюме супергероя[11], в желтой маске и коротком жёлтом плаще. Доверчив и наивен, что даёт некоторым обитателям города право не принимать его всерьёз и даже вводить в заблуждение ради потехи или же в корыстных целях.

### Второстепенные персонажи
- Пиранья Мэй — девочка с двумя длинными фиолетовыми косичками, которые волочатся по земле. Ходит в странных очках: одна линза — круглая, другая прямоугольная. Один передний верхний зуб отсутствует (судя по возрасту героев, это выпал молочный зуб). Носит платье и сапоги. Подруга Бадди, участвует во многих его приключениях. Очень громогласная и несдержанная.
- Луковая Голова — мальчик с луковицей вместо головы. Имеет главную в жизни цель: избавиться от своей головы и иметь другую. Часто изобретает способы избавления от неё: натягивание маски, купание в воде и пр.
- Доктор Квадрат — главный противник мальчика-супермена. Одержим идеей завоевания мира, держит в помощниках обезьян, имеет маму, которая всё время готовится к всемирному потопу.
- Старик X (икс) — чистоплотный старичок. Одержим идеей чистой жизни, иногда ездит в капсуле. Не умеет разговаривать, однако имеет переводчика.
- Полли-Эстер — двухголовая дама. Учительница в классе Бадди. Одну голову зовут Полли, другую — Эстер.
- Крадди МакФерсон — 10-летний хулиган. Часто издевается над стариком X. Ненавидит район Икс.
- Баг МалиКген — враг Жирного пса. Одержим идеей захвата мира.

## Трансляции
В других странах трансляции идут или шли на следующих каналах: Польша — ZigZap, KidsCo, Великобритания — Cartoon Network, Республика Корея — Jetix, Россия — KidsCo, Франция — Canal+.

## Список серий
| №       | Название                       |
| ------- | ------------------------------ |
| Сезон 1 |                                |
| 01      | Bright Side of the Moon        |
| 02      | Forgotten Fat Dog              |
| 03      | Power Play                     |
| 04      | Et Tu, Fat Dog?                |
| 05      | Going the Distance             |
| 06      | An Onion a Day                 |
| 07      | Gone Today, Gone Tomorrow      |
| 08      | The Heart of a Fat Dog         |
| 09      | Superboots                     |
| 10      | Fat Dog Strikes Back           |
| 11      | Four Feet Deep                 |
| 12      | Citizen X                      |
| 13      | Built Free                     |
| Сезон 2 |                                |
| 14      | Exposing Fat Dog               |
| 15      | Hot Dog Mendoza                |
| 16      | World Destruction Weekend!!!   |
| 17      | Curses, Fat Dog!               |
| 18      | The Ghosts of Lane 13          |
| 19      | Sell, Sell, Sell!!!            |
| 20      | Sunken Heroes                  |
| 21      | Substitute Fat Dog             |
| 22      | Don’t Hold Your Breath         |
| 23      | Big Fat Dog                    |
| 24      | The Good, the Bad and the Lazy |
| 25      | The Day Fat Dog Stood Still    |
| 26      | Mom’s Mistake                  |